# Ancyronyx helgeschneideri
Ancyronyx helgeschneideri es una especie de escarabajo acuático del género Ancyronyx, familia Elmidae, tribu Ancyronychini. Fue descrita científicamente por Freitag y Jäch en 2007.

## Descripción
La larva puede llegar a medir 4,5 milímetros de longitud.

## Distribución
Se distribuye por Palawan y Busuanga, en Filipinas.